# Liste linearer Boxweltmeister der Cyber Boxing Zone
Diese Liste linearer Boxweltmeister der Cyber Boxing Zone bietet eine Übersicht über alle linearen Boxweltmeister der Cyber Boxing Zone in allen Gewichtsklassen.

## Schwergewicht
| Name                  | Nationalität           | Von  | Bis  |
| --------------------- | ---------------------- | ---- | ---- |
| John L. Sullivan      | Vereinigte Staaten     | 1885 | 1892 |
| James J. Corbett      | Vereinigte Staaten     | 1892 | 1897 |
| Bob Fitzsimmons       | Vereinigtes Königreich | 1897 | 1899 |
| James J. Jeffries     | Vereinigte Staaten     | 1899 | 1905 |
| Marvin Hart           | Vereinigte Staaten     | 1905 | 1906 |
| Tommy Burns           | Kanada                 | 1906 | 1908 |
| Jack Johnson          | Vereinigte Staaten     | 1908 | 1915 |
| Jess Willard          | Vereinigte Staaten     | 1915 | 1919 |
| Jack Dempsey          | Vereinigte Staaten     | 1919 | 1926 |
| Gene Tunney           | Vereinigte Staaten     | 1926 | 1928 |
| Max Schmeling         | Deutsches Reich        | 1930 | 1932 |
| Jack Sharkey          | Vereinigte Staaten     | 1932 | 1933 |
| Primo Carnera         | Königreich Italien     | 1933 | 1934 |
| Max Baer              | Vereinigte Staaten     | 1934 | 1935 |
| Jim Braddock          | Vereinigte Staaten     | 1935 | 1937 |
| Joe Louis             | Vereinigte Staaten     | 1937 | 1949 |
| Ezzard Charles        | Vereinigte Staaten     | 1949 | 1951 |
| Jersey Joe Walcott    | Vereinigte Staaten     | 1951 | 1952 |
| Rocky Marciano        | Vereinigte Staaten     | 1952 | 1956 |
| Floyd Patterson       | Vereinigte Staaten     | 1956 | 1959 |
| Ingemar Johansson     | Schweden               | 1959 | 1960 |
| Floyd Patterson (2)   | Vereinigte Staaten     | 1960 | 1962 |
| Sonny Liston          | Vereinigte Staaten     | 1962 | 1964 |
| Muhammad Ali          | Vereinigte Staaten     | 1964 | 1970 |
| Joe Frazier           | Vereinigte Staaten     | 1970 | 1973 |
| George Foreman        | Vereinigte Staaten     | 1973 | 1974 |
| Muhammad Ali (2)      | Vereinigte Staaten     | 1974 | 1978 |
| Leon Spinks           | Vereinigte Staaten     | 1978 | 1978 |
| Muhammad Ali (3)      | Vereinigte Staaten     | 1978 | 1979 |
| Larry Holmes          | Vereinigte Staaten     | 1980 | 1985 |
| Michael Spinks        | Vereinigte Staaten     | 1985 | 1988 |
| Mike Tyson            | Vereinigte Staaten     | 1988 | 1990 |
| James Douglas         | Vereinigte Staaten     | 1990 | 1990 |
| Evander Holyfield     | Vereinigte Staaten     | 1990 | 1992 |
| Riddick Bowe          | Vereinigte Staaten     | 1992 | 1993 |
| Evander Holyfield (2) | Vereinigte Staaten     | 1993 | 1994 |
| Michael Moorer        | Vereinigte Staaten     | 1994 | 1994 |
| George Foreman (2)    | Vereinigte Staaten     | 1994 | 1997 |
| Shannon Briggs        | Vereinigte Staaten     | 1997 | 1998 |
| Lennox Lewis          | Vereinigtes Königreich | 1998 | 2001 |
| Hasim Rahman          | Vereinigte Staaten     | 2001 | 2001 |
| Lennox Lewis (2)      | Vereinigtes Königreich | 2001 | 2004 |
| Wladimir Klitschko    | Ukraine                | 2009 | 2015 |
| Tyson Fury            | Vereinigtes Königreich | 2015 | 2016 |
| Tyson Fury            | Vereinigtes Königreich | 2020 | 2024 |
| Oleksandr Usyk        | Ukraine                | 2024 |      |

## Cruisergewicht
| Nr. | Name               | Nationalität           | Von  | Bis     |
| --- | ------------------ | ---------------------- | ---- | ------- |
| 1   | Marvin Camel       | Vereinigte Staaten     | 1980 | 1980    |
| 2   | Carlos De León     | Puerto Rico            | 1980 | 1982    |
| 3   | S. T. Gordon       | Vereinigte Staaten     | 1982 | 1983    |
| 4   | Carlos De León (2) | Puerto Rico            | 1983 | 1985    |
| 5   | Alfonso Ratliff    | Vereinigte Staaten     | 1985 | 1985    |
| 6   | Bernard Benton     | Vereinigte Staaten     | 1985 | 1986    |
| 7   | Carlos De León (3) | Puerto Rico            | 1986 | 1988    |
| 8   | Evander Holyfield  | Vereinigte Staaten     | 1988 | 1988    |
| 9   | O’Neil Bell        | Jamaika                | 2006 | 2007    |
| 10  | Jean-Marc Mormeck  | Frankreich             | 2007 | 2007    |
| 11  | David Haye         | Vereinigtes Königreich | 2007 | 2008    |
| 12  | Tomasz Adamek      | Polen                  | 2007 | 2009    |
| 13  | Oleksandr Usyk     | Ukraine                | 2018 | aktuell |

## Halbschwergewicht
| Nr. | Name                      | Nationalität           | Von  | Bis     |
| --- | ------------------------- | ---------------------- | ---- | ------- |
| 1   | Jack Root                 | Böhmen                 | 1903 | 1903    |
| 2   | George Gardiner           | Irland                 | 1903 | 1903    |
| 3   | Bob Fitzsimmons           | Vereinigtes Königreich | 1903 | 1905    |
| 4   | Philadelphia Jack O’Brien | Vereinigte Staaten     | 1905 | 1905    |
| 5   | Jack Dillon               | Vereinigte Staaten     | 1914 | 1916    |
| 6   | Battling Levinsky         | Vereinigte Staaten     | 1916 | 1920    |
| 7   | Georges Carpentier        | Frankreich             | 1920 | 1922    |
| 8   | Battling Siki             | Frankreich             | 1922 | 1923    |
| 9   | Mike McTigue              | Irischer Freistaat     | 1923 | 1925    |
| 10  | Paul Berlenbach           | Vereinigte Staaten     | 1925 | 1926    |
| 11  | Jack Delaney              | Vereinigte Staaten     | 1926 | 1927    |
| 12  | Tommy Loughran            | Vereinigte Staaten     | 1927 | 1929    |
| 13  | Maxie Rosenbloom          | Vereinigte Staaten     | 1932 | 1934    |
| 14  | Bob Olin                  | Vereinigte Staaten     | 1934 | 1935    |
| 15  | John Henry Lewis          | Vereinigte Staaten     | 1935 | 1938    |
| 16  | Billy Conn                | Vereinigte Staaten     | 1939 | 1941    |
| 17  | Gus Lesnevich             | Vereinigte Staaten     | 1941 | 1948    |
| 18  | Freddie Mills             | Vereinigtes Königreich | 1948 | 1950    |
| 19  | Joey Maxim                | Vereinigte Staaten     | 1950 | 1952    |
| 20  | Archie Moore              | Vereinigte Staaten     | 1952 | 1962    |
| 21  | Harold Johnson            | Vereinigte Staaten     | 1962 | 1963    |
| 22  | Willie Pastrano           | Vereinigte Staaten     | 1963 | 1965    |
| 23  | José Torres               | Puerto Rico            | 1965 | 1966    |
| 24  | Dick Tiger                | Nigeria                | 1966 | 1968    |
| 25  | Bob Foster                | Vereinigte Staaten     | 1968 | 1974    |
| 26  | Michael Spinks            | Vereinigte Staaten     | 1983 | 1985    |
| 27  | Virgil Hill               | Vereinigte Staaten     | 1996 | 1997    |
| 28  | Dariusz Michalczewski     | Polen                  | 1997 | 2003    |
| 29  | Julio González            | Mexiko                 | 2003 | 2004    |
| 30  | Zsolt Erdei               | Ungarn                 | 2004 | 2009    |
| 31  | Jean Pascal               | Kanada                 | 2010 | 2011    |
| 32  | Bernard Hopkins           | Vereinigte Staaten     | 2011 | 2012    |
| 33  | Chad Dawson               | Vereinigte Staaten     | 2012 | 2013    |
| 34  | Adonis Stevenson          | Kanada                 | 2013 | 2018    |
| 35  | Oleksandr Gvozdyk         | Ukraine                | 2018 | aktuell |

## Supermittelgewicht
| Nr. | Name                 | Nationalität           | Von  | Bis  |
| --- | -------------------- | ---------------------- | ---- | ---- |
| 1   | Park Chong-pal       | Südkorea               | 1984 | 1988 |
| 2   | Fulgencio Obelmejias | Venezuela              | 1988 | 1989 |
| 3   | Baek In-chul         | Südkorea               | 1989 | 1990 |
| 4   | Christophe Tiozzo    | Italien                | 1990 | 1991 |
| 5   | Víctor Córdoba       | Panama                 | 1991 | 1992 |
| 6   | Michael Nunn         | Vereinigte Staaten     | 1992 | 1994 |
| 7   | Steve Little         | Vereinigte Staaten     | 1994 | 1994 |
| 8   | Frankie Liles        | Vereinigte Staaten     | 1994 | 1999 |
| 9   | Byron Mitchell       | Vereinigte Staaten     | 1999 | 2000 |
| 10  | Bruno Girard         | Frankreich             | 2000 | 2001 |
| 11  | Joe Calzaghe         | Vereinigtes Königreich | 2006 | 2008 |
| 12  | Andre Ward           | Vereinigte Staaten     | 2011 | 2016 |
| 13  | Saúl Alvarez         | Mexiko                 | 2021 | -    |

## Mittelgewicht
| Nr. | Name                   | Nationalität           | Von  | Bis     |
| --- | ---------------------- | ---------------------- | ---- | ------- |
| 1   | Jack Dempsey           | Irland                 | 1884 | 1891    |
| 2   | Bob Fitzsimmons        | Vereinigtes Königreich | 1891 | 1895    |
| 3   | Tommy Ryan             | Kanada                 | 1898 | 1906    |
| 4   | Stanley Ketchel        | Vereinigte Staaten     | 1907 | 1908    |
| 5   | Billy Papke            | Vereinigte Staaten     | 1908 | 1908    |
| 6   | Stanley Ketchel        | Vereinigte Staaten     | 1908 | 1910    |
| 7   | Frank Klaus            | Vereinigte Staaten     | 1913 | 1913    |
| 8   | George Chip            | Vereinigte Staaten     | 1913 | 1914    |
| 9   | Al McCoy               | Vereinigte Staaten     | 1914 | 1917    |
| 10  | Mike O’Dowd            | Vereinigte Staaten     | 1917 | 1920    |
| 11  | Johnny Wilson          | Vereinigte Staaten     | 1920 | 1923    |
| 12  | Harry Greb             | Vereinigte Staaten     | 1923 | 1926    |
| 13  | Tiger Flowers          | Vereinigte Staaten     | 1926 | 1926    |
| 14  | Mickey Walker          | Vereinigte Staaten     | 1926 | 1931    |
| 15  | Tony Zale              | Vereinigte Staaten     | 1948 | 1948    |
| 16  | Rocky Graziano         | Vereinigte Staaten     | 1947 | 1948    |
| 17  | Tony Zale (2)          | Vereinigte Staaten     | 1948 | 1948    |
| 18  | Marcel Cerdan          | Vereinigte Staaten     | 1948 | 1949    |
| 19  | Jake LaMotta           | Vereinigte Staaten     | 1949 | 1951    |
| 20  | Sugar Ray Robinson     | Vereinigte Staaten     | 1951 | 1951    |
| 21  | Randy Turpin           | Vereinigtes Königreich | 1951 | 1951    |
| 22  | Sugar Ray Robinson (2) | Vereinigte Staaten     | 1951 | 1952    |
| 23  | Carl Olson             | Vereinigte Staaten     | 1952 | 1955    |
| 24  | Sugar Ray Robinson (3) | Vereinigte Staaten     | 1955 | 1957    |
| 25  | Gene Fullmer           | Vereinigte Staaten     | 1957 | 1957    |
| 26  | Sugar Ray Robinson (4) | Vereinigte Staaten     | 1957 | 1957    |
| 27  | Carmen Basilio         | Vereinigte Staaten     | 1957 | 1958    |
| 28  | Sugar Ray Robinson (5) | Vereinigte Staaten     | 1958 | 1960    |
| 29  | Paul Pender            | Vereinigte Staaten     | 1960 | 1961    |
| 30  | Terry Downes           | Vereinigtes Königreich | 1961 | 1962    |
| 31  | Paul Pender (2)        | Vereinigte Staaten     | 1962 | 1963    |
| 32  | Dick Tiger             | Nigeria                | 1963 | 1963    |
| 33  | Joey Giardello         | Vereinigte Staaten     | 1963 | 1965    |
| 34  | Dick Tiger (2)         | Nigeria                | 1965 | 1966    |
| 35  | Emile Griffith         | Vereinigte Staaten     | 1966 | 1967    |
| 36  | Nino Benvenuti         | Italien                | 1979 | 1980    |
| 37  | Emile Griffith (2)     | Vereinigte Staaten     | 1967 | 1967    |
| 38  | Nino Benvenuti (2)     | Italien                | 1968 | 1970    |
| 39  | Carlos Monzón          | Argentinien            | 1970 | 1977    |
| 40  | Rodrigo Valdez         | Kolumbien              | 1977 | 1978    |
| 41  | Hugo Pastor Corro      | Argentinien            | 1978 | 1979    |
| 42  | Vito Antuofermo        | Italien                | 1979 | 1980    |
| 43  | Alan Minter            | Vereinigtes Königreich | 1980 | 1980    |
| 44  | Marvin Hagler          | Vereinigte Staaten     | 1980 | 1987    |
| 45  | Sugar Ray Leonard      | Vereinigte Staaten     | 1987 | 1987    |
| 46  | Michael Nunn           | Vereinigte Staaten     | 1989 | 1991    |
| 47  | James Toney            | Vereinigte Staaten     | 1991 | 1993    |
| 48  | Bernard Hopkins        | Vereinigte Staaten     | 2001 | 2005    |
| 49  | Jermain Taylor         | Vereinigte Staaten     | 2005 | 2007    |
| 50  | Kelly Pavlik           | Vereinigte Staaten     | 2007 | 2010    |
| 51  | Sergio Martínez        | Argentinien            | 2010 | 2014    |
| 52  | Miguel Cotto           | Puerto Rico            | 2014 | 2015    |
| 53  | Saúl Álvarez           | Mexiko                 | 2015 | 2017    |
| 54  | Saúl Álvarez (2)       | Mexiko                 | 2018 | aktuell |

## Halbmittelgewicht
| Nr. | Name                    | Nationalität       | Von  | Bis  |
| --- | ----------------------- | ------------------ | ---- | ---- |
| 1   | Emile Griffith          | Vereinigte Staaten | 1962 | 1962 |
| 2   | Ralph Dupas             | Vereinigte Staaten | 1962 | 1963 |
| 3   | Sandro Mazzinghi        | Italien            | 1963 | 1965 |
| 4   | Nino Benvenuti          | Italien            | 1965 | 1966 |
| 5   | Kim Ki-soo              | Südkorea           | 1966 | 1968 |
| 6   | Sandro Mazzinghi (2)    | Italien            | 1968 | 1968 |
| 7   | Freddie Little          | Vereinigte Staaten | 1969 | 1970 |
| 8   | Carmelo Bossi           | Italien            | 1970 | 1971 |
| 9   | Kōichi Wajima           | Japan              | 1971 | 1974 |
| 10  | Oscar Albarado          | Vereinigte Staaten | 1974 | 1975 |
| 11  | Kōichi Wajima (2)       | Japan              | 1975 | 1975 |
| 12  | Yuh Jae-doo             | Südkorea           | 1975 | 1976 |
| 13  | Kōichi Wajima (3)       | Japan              | 1976 | 1976 |
| 14  | José Manuel Durán       | Spanien            | 1976 | 1976 |
| 15  | Miguel Angel Castellini | Argentinien        | 1976 | 1977 |
| 16  | Eddie Gazo              | Nicaragua          | 1977 | 1978 |
| 17  | Masashi Kudō            | Japan              | 1978 | 1979 |
| 18  | Ayub Kalule             | Uganda             | 1979 | 1981 |
| 19  | Sugar Ray Leonard       | Vereinigte Staaten | 1981 | 1981 |
| 20  | Thomas Hearns           | Vereinigte Staaten | 1984 | 1986 |
| 21  | Terry Norris            | Vereinigte Staaten | 1995 | 1997 |
| 22  | Keith Mullings          | Vereinigte Staaten | 1997 | 1999 |
| 23  | Javier Castillejo       | Spanien            | 1999 | 2001 |
| 24  | Óscar de la Hoya        | Mexiko             | 2001 | 2003 |
| 25  | Shane Mosley            | Vereinigte Staaten | 2003 | 2004 |
| 26  | Ronald Wright           | Vereinigte Staaten | 2004 | 2005 |
| 27  | Saúl Alvarez            | Mexiko             | 2013 | 2013 |
| 28  | Floyd Mayweather Jr.    | Vereinigte Staaten | 2013 | 2015 |

## Weltergewicht
| Nr. | Name                     | Nationalität                 | Von  | Bis  |
| --- | ------------------------ | ---------------------------- | ---- | ---- |
| 1   | Paddy Duffy              | Vereinigte Staaten           | 1888 | 1890 |
| 2   | Mysterious Billy Smith   | Kanada                       | 1892 | 1894 |
| 3   | Tommy Ryan               | Vereinigte Staaten           | 1894 | 1898 |
| 4   | Mysterious Billy Smith   | Kanada                       | 1898 | 1900 |
| 5   | Matty Matthews           | Vereinigte Staaten           | 1900 | 1900 |
| 6   | Eddie Connolly           | Kanada                       | 1900 | 1900 |
| 7   | Rube Ferns               | Vereinigte Staaten           | 1900 | 1900 |
| 8   | Matty Matthews (2)       | Vereinigte Staaten           | 1900 | 1901 |
| 9   | Rube Ferns (2)           | Vereinigte Staaten           | 1901 | 1901 |
| 10  | Joe Walcott              | Vereinigtes Königreich       | 1901 | 1904 |
| 11  | Dixie Kid                | Vereinigte Staaten           | 1904 | 1904 |
| 12  | Honey Mellody            | Vereinigte Staaten           | 1906 | 1907 |
| 13  | Mike Twin Sullivan       | Vereinigte Staaten           | 1907 | 1908 |
| 14  | Waldemar Holberg         | Dänemark                     | 1914 | 1914 |
| 15  | Tom McCormick            | Irland                       | 1914 | 1914 |
| 16  | Matt Wells               | Vereinigtes Königreich       | 1914 | 1915 |
| 17  | Mike Glover              | Vereinigte Staaten           | 1915 | 1915 |
| 18  | Jack Britton             | Vereinigte Staaten           | 1915 | 1915 |
| 19  | Mickey Walker            | Vereinigte Staaten           | 1922 | 1926 |
| 20  | Pete Latzo               | Vereinigte Staaten           | 1926 | 1927 |
| 21  | Joe Dundee               | Vereinigte Staaten           | 1927 | 1929 |
| 22  | Jackie Fields            | Vereinigte Staaten           | 1929 | 1930 |
| 23  | Jack Thompson            | Vereinigte Staaten           | 1930 | 1930 |
| 24  | Tommy Freeman            | Vereinigte Staaten           | 1930 | 1931 |
| 25  | Jack Thompson (2)        | Vereinigte Staaten           | 1931 | 1931 |
| 26  | Lou Brouillard           | Kanada                       | 1931 | 1932 |
| 27  | Jackie Fields (2)        | Vereinigte Staaten           | 1932 | 1933 |
| 28  | Young Corbett III        | Vereinigte Staaten           | 1933 | 1933 |
| 29  | Jimmy McLarnin           | Kanada                       | 1933 | 1934 |
| 30  | Barney Ross              | Vereinigte Staaten           | 1934 | 1934 |
| 31  | Jimmy McLarnin           | Kanada                       | 1934 | 1935 |
| 32  | Barney Ross (2)          | Vereinigte Staaten           | 1935 | 1938 |
| 33  | Henry Armstrong          | Vereinigte Staaten           | 1938 | 1940 |
| 34  | Fritzie Zivic            | Vereinigte Staaten           | 1940 | 1941 |
| 35  | Freddie Cochrane         | Vereinigte Staaten           | 1941 | 1946 |
| 36  | Marty Servo              | Vereinigte Staaten           | 1946 | 1946 |
| 37  | Sugar Ray Robinson       | Vereinigte Staaten           | 1946 | 1950 |
| 38  | Kid Gavilán              | Kuba                         | 1951 | 1954 |
| 39  | Johnny Saxton            | Vereinigte Staaten           | 1954 | 1955 |
| 40  | Tony DeMarco             | Vereinigte Staaten           | 1955 | 1955 |
| 41  | Carmen Basilio           | Italien                      | 1956 | 1957 |
| 42  | Virgil Akins             | Vereinigte Staaten           | 1958 | 1958 |
| 43  | Don Jordan               | Vereinigte Staaten           | 1958 | 1960 |
| 44  | Benny Paret              | Kuba                         | 1960 | 1961 |
| 45  | Emile Griffith           | Amerikanische Jungferninseln | 1961 | 1961 |
| 46  | Benny Paret              | Kuba                         | 1961 | 1962 |
| 47  | Emile Griffith (2)       | Amerikanische Jungferninseln | 1962 | 1963 |
| 48  | Luis Manuel Rodriguez    | Kuba                         | 1963 | 1963 |
| 49  | Emile Griffith (3)       | Amerikanische Jungferninseln | 1963 | 1966 |
| 50  | Curtis Cokes             | Vereinigte Staaten           | 1966 | 1969 |
| 51  | José Nápoles             | Kuba                         | 1969 | 1970 |
| 52  | Billy Backus             | Vereinigte Staaten           | 1970 | 1971 |
| 53  | José Nápoles (2)         | Kuba                         | 1971 | 1975 |
| 54  | John H. Stracey          | Vereinigtes Königreich       | 1975 | 1976 |
| 55  | Carlos Palomino          | Mexiko                       | 1976 | 1979 |
| 56  | Wilfred Benitez          | Puerto Rico                  | 1979 | 1979 |
| 57  | Sugar Ray Leonard        | Vereinigte Staaten           | 1979 | 1980 |
| 58  | Roberto Durán            | Panama                       | 1980 | 1980 |
| 59  | Sugar Ray Leonard (2)    | Vereinigte Staaten           | 1980 | 1982 |
| 60  | Donald Curry             | Vereinigte Staaten           | 1985 | 1986 |
| 61  | Lloyd Honeyghan          | Vereinigtes Königreich       | 1986 | 1987 |
| 62  | Jorge Vaca               | Mexiko                       | 1987 | 1988 |
| 63  | Lloyd Honeyghan (2)      | Vereinigtes Königreich       | 1988 | 1989 |
| 64  | Marlon Starling          | Vereinigte Staaten           | 1989 | 1990 |
| 65  | Maurice Blocker          | Vereinigte Staaten           | 1990 | 1991 |
| 66  | Simon Brown              | Jamaika                      | 1991 | 1991 |
| 67  | Buddy McGirt             | Vereinigte Staaten           | 1991 | 1993 |
| 68  | Pernell Whitaker         | Vereinigte Staaten           | 1993 | 1997 |
| 69  | Óscar de la Hoya         | Mexiko                       | 1997 | 1999 |
| 70  | Félix Trinidad           | Puerto Rico                  | 1999 | 2000 |
| 71  | Shane Mosley             | Vereinigte Staaten           | 2000 | 2002 |
| 72  | Vernon Forrest           | Vereinigte Staaten           | 2002 | 2003 |
| 73  | Ricardo Mayorga          | Nicaragua                    | 2003 | 2003 |
| 74  | Cory Spinks              | Vereinigte Staaten           | 2003 | 2005 |
| 75  | Zab Judah                | Vereinigte Staaten           | 2005 | 2006 |
| 76  | Carlos Manuel Baldomir   | Argentinien                  | 2006 | 2006 |
| 77  | Floyd Mayweather Jr.     | Vereinigte Staaten           | 2006 | 2008 |
| 78  | Shane Mosley             | Vereinigte Staaten           | 2009 | 2010 |
| 79  | Floyd Mayweather Jr. (2) | Vereinigte Staaten           | 2010 | 2015 |
| 80  | Manny Pacquiao           | Philippinen                  | 2016 | 2016 |

## Halbweltergewicht
1. Pinky Mitchell; 1922–1926
2. Mushy Callahan; 1926–1930
3. Jackie Berg; 1930–1931
4. Tony Canzoneri; 1931–1932
5. Johnny Jadick; 1932–1933
6. Battling Shaw; 1933
7. Tony Canzoneri; 1933 (2)
8. Barney Ross; 1933–1935
9. Tippy Larkin; 1946–1959
10. Carlos Ortiz; 1959–1960
11. Duilio Loi; 1960–1962
12. Eddie Perkins; 1962
13. Duilio Loi; 1962–1963 (2)
14. Eddie Perkins; 1963–1965 (2)
15. Carlos Hernández; 1965–1966
16. Sandro Lopopolo; 1966–1967
17. Takeshi Fuji; 1967–1968
18. Nicolino Locche; 1968–1972
19. Alfonso Frazer; 1972
20. Antonio Cervantes; 1972–1976
21. Wilfred Benitez; 1976–1979
22. Aaron Pryor 1983–1986
23. Julio César Chávez; 1990–1994
24. Frankie Randall; 1994
25. Julio César Chávez; 1994–1996 (2)
26. Óscar de la Hoya; 1996–1997
27. Kostya Tszyu; 2001–2005
28. Ricky Hatton; 2005–2009
29. Manny Pacquiao; 2009–2010
30. Danny García; 2013–2015
31. Terence Crawford; 2016–2018
32. Miguel García; seit 2018

## Leichtgewicht
1. Jack McAuliffe; 1886–1893
2. Kid Lavigne; 1896–1899
3. Frank Erne; 1899–1902
4. Joe Gans; 1902–1904
5. Jimmy Britt; 1904–1905
6. Battling Nelson; 1905–1906
7. Joe Gans; 1906–1908
8. Battling Nelson; 1908–1910 (2)
9. Ad Wolgast; 1910–1912
10. Willie Ritchie; 1912–1914
11. Freddie Welsh; 1914–1917
12. Benny Leonard; 1917–1925
13. Jimmy Goodrich; 1925
14. Rocky Kansas; 1925–1926
15. Sammy Mandell; 1926–1930
16. Al Singer; 1930
17. Tony Canzoneri; 1930–1933
18. Barney Ross; 1933
19. Tony Canzoneri; 1935–1936 (2)
20. Lou Ambers; 1936–1938
21. Henry Armstrong; 1938–1939
22. Lou Ambers; 1939–1940 (2)
23. Lew Jenkins; 1940–1941
24. Sammy Angott; 1941–1942
25. Ike Williams; 1947–1951
26. Jimmy Carter; 1951–1952
27. Lauro Salas; 1952
28. Paddy DeMarco; 1954
29. Jimmy Carter; 1954–1955
30. Wallace Smith; 1955–1956
31. Joe Brown}; 1956–1962
32. Carlos Ortiz; 1962–1965
33. Ismael Laguna; 1965
34. Carlos Ortiz; 1965–1968 (2)
35. Carlos Teo Cruz; 1968–1969
36. Mando Ramos; 1969–1970
37. Ismael Laguna; 1970 (2)
38. Ken Buchanan; 1970–1972
39. Roberto Durán; 1972–1979
40. Alexis Arguello; 1981–1982
41. Julio César Chávez; 1987–1989
42. Pernell Whitaker; 1992
43. Floyd Mayweather Jr.; 2002–2004
44. José Luis Castillo; 2004–2005
45. Diego Corrales; 2005–2006
46. Joel Casamayor; 2006–2008
47. Juan Manuel Márquez; 2008–2012
48. Terence Crawford; 2014–2015

## Superfedergewicht
1. Johnny Dundee; 1921–1923
2. Jack Bernstein; 1923
3. Johnny Dundee; 1923–1924 (2)
4. Steve Sullivan; 1924–1925
5. Mike Ballerino; 1925
6. Tod Morgan; 1925–1929
7. Benny Bass; 1929–1931
8. Kid Chocolate; 1931–1933
9. Frankie Klick; 1933–1934
10. Sandy Saddler; 1949–1957
11. Harold Gomes; 1959–1960
12. Flash Elorde; 1960–1967
13. Yoshiaki Numata; 1967
14. Hiroshi Kobayashi; 1967–1971
15. Alfredo Marcano; 1971–1972
16. Ben Villaflor; 1972–1973
17. Kuniaki Shibata; 1973
18. Ben Villaflor; 1973–1976 (2)
19. Samuel Serrano; 1976–1980
20. Yasutsune Uehara; 1980–1981
21. Samuel Serrano; 1981–1983 (2)
22. Roger Mayweather; 1983–1984
23. Rocky Lockridge; 1984–1985
24. Wilfredo Gómez; 1985–1986
25. Alfredo Layne; 1986
26. Brian Mitchell; 1986–1991
27. Azumah Nelson; 1996
28. Genaro Hernandez; 1997–1998
29. Floyd Mayweather Jr.; 1998–2001
30. Manny Pacquiao; 2008

## Federgewicht
1. Torpedo Billy Murphy; 1890–1891
2. Young Griffo; 1891
3. George Dixon; 1891–1897
4. Solly Smith; 1897–1898
5. Dave Sullivan; 1898
6. George Dixon; 1898–1900 (2)
7. Terry McGovern; 1900–1901
8. Young Corbett II; 1901–1902
9. Abe Attell; 1903–1912
10. Johnny Kilbane; 1912–1923
11. Eugène Criqui; 1923
12. Johnny Dundee; 1923–1924
13. Kid Kaplan; 1925–1926
14. Tony Canzoneri; 1928
15. André Routis; 1928–1929
16. Christopher Battalino; 1929–1932
17. Henry Armstrong; 1937–1938
18. Joey Archibald; 1939–1940
19. Harry Jeffra; 1940–1941
20. Joey Archibald; 1941 (2)
21. Chalky Wright; 1941–1942
22. Willie Pep; 1942–1948
23. Sandy Saddler; 1948–1949
24. Willie Pep; 1949–1950
25. Sandy Saddler; 1950–1957 (2)
26. Hogan Bassey; 1957–1959
27. Davey Moore; 1959–1963
28. Sugar Ramos; 1963–1964
29. Vicente Saldivar; 1964–1967
30. Johnny Famechon; 1969–1970
31. Vicente Saldivar; 1970 (2)
32. Kuniaki Shibata; 1970–1972
33. Clemente Sánchez; 1972
34. José Legrá; 1972–1973
35. Éder Jofre; 1973–1974
36. Alexis Arguello; 1975–1977
37. Danny Lopez; 1979–1980
38. Salvador Sánchez; 1980–1982
39. Eusebio Pedroza; 1983–1986
40. Barry McGuigan; 1986
41. Steve Cruz; 1986–1987
42. Antonio Esperragozza; 1987–1991
43. Park Yong-kyun; 1991–1993
44. Eloy Rojas; 1993–1996
45. Wilfredo Vázquez; 1996–1998
46. Naseem Hamed; 1998–2001
47. Marco Antonio Barrera; 2001–2003
48. Manny Pacquiao; 2003–2005

## Superbantamgewicht
1. Kid Wolfe; (1922–1923)
2. Carl Duane; 1923
3. Rigoberto Riasco; 1976
4. Kazuo Kobayashi; 1976
5. Yum Dong-kyun; 1976–1977
6. Wilfredo Gómez; 1977–1981
7. Israel Vázquez; 2004–2008
8. Nonito Donaire; 2012–2013
9. Guillermo Rigondeaux; seit 2013

## Bantamgewicht
1. Jimmy Barry; 1894–1899
2. Terry McGovern; 1899
3. Harry Harris; 1901
4. Harry Forbes; 1901–1903
5. Frankie Neil; 1903–1904
6. Joe Bowker; 1904–1905
7. Jimmy Walsh; 1905–1909
8. Jimmy Reagan; 1909
9. Monte Attell; 1909–1911
10. Johnny Coulon; 1911–1914
11. Kid Williams; 1914–1917
12. Pete Herman; 1917–1920
13. Joe Lynch; 1920–1921
14. Pete Herman; 1921 (2)
15. Johnny Buff; 1921–1922
16. Joe Lynch; 1922–1924 (2)
17. Abe Goldstein; 1924
18. Eddie Martin; 1924–1925
19. Charlie Phil Rosenberg; 1925–1927
20. Panama Al Brown; 1929–1935
21. Baltazar Sangchili; 1935–1936
22. Tony Marino; 1936
23. Sixto Escobar; 1936–1937
24. Harry Jeffra; 1937–1938
25. Sixto Escobar; 1938–1939 (2)
26. Louis Salica; 1940–1942
27. Manuel Ortiz; 1942–1947
28. Harold Dade; 1947
29. Manuel Ortiz; 1947–1950 (2)
30. Vic Toweel; 1950–1952
31. Jimmy Carruthers; 1952–1954
32. Robert Cohen; 1954–1956
33. Mario D’Agata; 1956–1957
34. Alphonse Halimi; 1957–1959
35. José Becerra; 1959–1960
36. Éder Jofre; 1961–1965
37. Fighting Harada; 1965–1968
38. Lionel Rose; 1968–1969
39. Rubén Olivares; 1969–1970
40. Chucho Castillo; 1970–1971
41. Rubén Olivares; 1971–1972 (2)
42. Rafael Herrera; 1972
43. Enrique Pinder; 1972–1973
44. Romeo Anaya; 1973
45. Arnold Taylor; 1973–1974
46. Hong Soo-hwan; 1974–1975
47. Alfonso Zamora; 1975–1977
48. Jorge Lujan; 1977–1980
49. Julian Solis; 1980
50. Jeff Chandler; 1980–1984
51. Richard Sandoval; 1984–1986
52. Gaby Canizales; 1986
53. Bernardo Pinango; 1986–1987

## Superfliegengewicht
1. Jirō Watanabe; 1984–1986
2. Gilberto Roman; 1986–1987
3. Santos Benigno Laciar; 1987
4. Sugar Baby Rojas; 1987–1988
5. Gilberto Roman; 1988–1989 (2)
6. Nana Konadu; 1989–1990
7. Moon Sung-kil; 1990–1993
8. José Luis Bueno; 1993–1994
9. Hiroshi Kawashima; 1994–1997
10. Gerry Peñalosa; 1997–2000
11. Cho In-joo; 1998–2000
12. Masamori Tokuyama}; 2000–2004
13. Katsushige Kawashima; 2004–2005
14. Masamori Tokuyama; 2005–2006 (2)
15. Vic Darchinyan; 2009–2011
16. Srisaket Sor Rungvisai; seit 2018

## Fliegengewicht
1. Jimmy Wilde; 1916–1923
2. Pancho Villa; 1923–1925
3. Fidel LaBarba; 1927
4. Benny Lynch; 1937–1938
5. Peter Kane; 1938–1939
6. Jackie Paterson; 1943–1948
7. Rinty Monaghan; 1948–1950
8. Terry Allen; 1950
9. Dado Marino; 1950–1952
10. Yoshio Shirai; 1952–1954
11. Pascual Pérez; 1954–1960
12. Pone Kingpetch; 1960–1962
13. Fighting Harada; 1962–1963
14. Pone Kingpetch; 1963 (2)
15. Hiroyuki Ebihara; 1963–1964
16. Pone Kingpetch; 1964–1965 (3)
17. Salvatore Burruni; 1965–1966
18. Walter McGowan; 1966
19. Chartchai Chionoi; 1966–1969
20. Efren Torres; 1969–1970
21. Chartchai Chionoi; 1970 (2)
22. Erbito Salavarria; 1970–1973
23. Venice Borkhorsor; 1973
24. Miguel Canto; 1975–1979
25. Park Chan-hee; 1979–1980
26. Antonio Avelar; 1981–1982
27. Prudencio Cardona; 1982
28. Freddy Castillo; 1982
29. Eleoncio Mercedes; 1982–1983
30. Charlie Magri; 1983
31. Frank Cedeno; 1983–1984
32. Kōji Kobayashi; 1984
33. Gabriel Bernal; 1984
34. Sot Chitalada; 1984–1988
35. Kim Yong-kang; 1988–1989
36. Sot Chitalada; 1989–1991 (2)
37. Muangchai Kittikasem; 1991–1992
38. Juri Arbatschakow; 1992–1997
39. Chatchai Sasakul; 1997–1998
40. Manny Pacquiao; 1998–1999
41. Medgoen Singsurat; 1999–2000
42. Malcolm Tuñacao; 2000–2001
43. Pongsaklek Wonjongkam; 2001–2008
44. Daisuke Naitō; 2008–2009
45. Kōki Kameda; 2009–2010
46. Pongsaklek Wonjongkam; 2010–2012 (2)
47. Sonny Boy Jaro; 2012
48. Toshiyuki Igarashi; 2012–2013
49. Akira Yaegashi; 2013–2014
50. Roman Gonzalez; 2014–2016

## Halbfliegengewicht
1. Michael Carbajal; 1993–1994
2. Humberto González; 1994–1995
3. Saman Sorjaturong; 1995–1999
4. Choi Yo-sam; 1999–2002
5. Jorge Arce; 2002–2005
6. Hugo Fidel Cázares; 2006–2007
7. Iván Calderón; 2007–2010
8. Giovanni Segura; 2010–2011

## Strohgewicht
1. Kyung Yun Lee; 1987–1988
2. Hiroki Ioka; 1988
3. Napa Kiatwanchai; 1988–1989
4. Choi Jum-hwan; 1989–1990
5. Hideyuki Ōhashi; 1990
6. Ricardo Lopez; 1990–1999